# Doloretes
Doloretes es una zarzuela, en un acto y tres cuadros, sobre libreto de Carlos Arniches, con música de Amadeo Vives y Manuel Quislant, estrenada en el Teatro Apolo de Madrid el 28 de junio de 1901.

## Argumento
La obra –glosando por enésima vez el mito de “La Dolores”– se desarrolla en la zona rural de Alicante, en la época del estreno (1901), donde el tío Pere y la tía Tona viven preocupados por su nieto Visentico, en el frente de la guerra de Filipinas. 
Al regreso de la guerra, Visentico descubre que su novia Doloretes le ha sido infiel con Nelo, el hijo del alcalde y del que Doloretes se ha enamorado. Visentico jura venganza, que se cumple cuando Nelo descubre que Doloretes había ya conocido a otros muchos hombres antes que él.

## Números musicales
- Acto único

- - Introducción y coro: "La mengua Isabel, señores"

- - Canto y escena: "Ya no se escucha la huerta"

- - Coro: "Para que tenga luces y flores"

- - Monólogo del Tío Pere: "Ven a mí, dulsaina mía"

- - Romanza de Carmeleta: "Chaume descubrió mis penas"

- - Romanza de Doloretes: "No sé lo que me pasa"

- - Copla.

- - Coro de fiesta: "Bueno, bueno, viene el día"

- - Baile de huertanos y final (Orquesta)

## Personajes
- Doloretes: Joaquina Pino
- Carmeleta: Isabel Bru
- Chimeta: Elisa Moreu
- Tía Tona: Pilar Vidal
- Isabeleta: Consuelo Hidalgo
- Visentico: Emilio Mesejo
- Tío Pere: José Mesejo
- Chaume: Anselmo Fernández
- Nelo: Isidro Soler
- Señor Cristófol: Melchor Ramiro
- Don Jorjito: Jose Ontiveros.

## Versión cinematográfica
Estrenada en 1923, fue dirigida por José Buchs, estuvo protagonizada por María Comendador y José Montenegro.